# Schloss Weißenstein, Tyrolen
Schloss Weißenstein är ett slott i Österrike.   Det ligger i distriktet Lienz och förbundslandet Tyrolen, i den centrala delen av landet, 300 km väster om huvudstaden Wien. Schloss Weißenstein ligger 990 meter över havet.
Terrängen runt Schloss Weißenstein är huvudsakligen mycket bergig. Schloss Weißenstein ligger nere i en dal. Runt Schloss Weißenstein är det ganska glesbefolkat, med 26 invånare per kvadratkilometer.. Närmaste större samhälle är Matrei in Osttirol, 1,9 km söder om Schloss Weißenstein. 
I omgivningarna runt Schloss Weißenstein växer i huvudsak blandskog.